# Wacław Łapkowski
Wacław Łapkowski (ur. 6 listopada 1913 w Dźwińsku (obecnie Dyneburg), zginął 2 lipca 1941 w rejonie La Manche) – major pilot Wojska Polskiego, major (ang. Squadron Leader) Królewskich Sił Powietrznych, as myśliwski II wojny światowej, kawaler Krzyża Srebrnego Orderu Wojennego Virtuti Militari.

## Życiorys

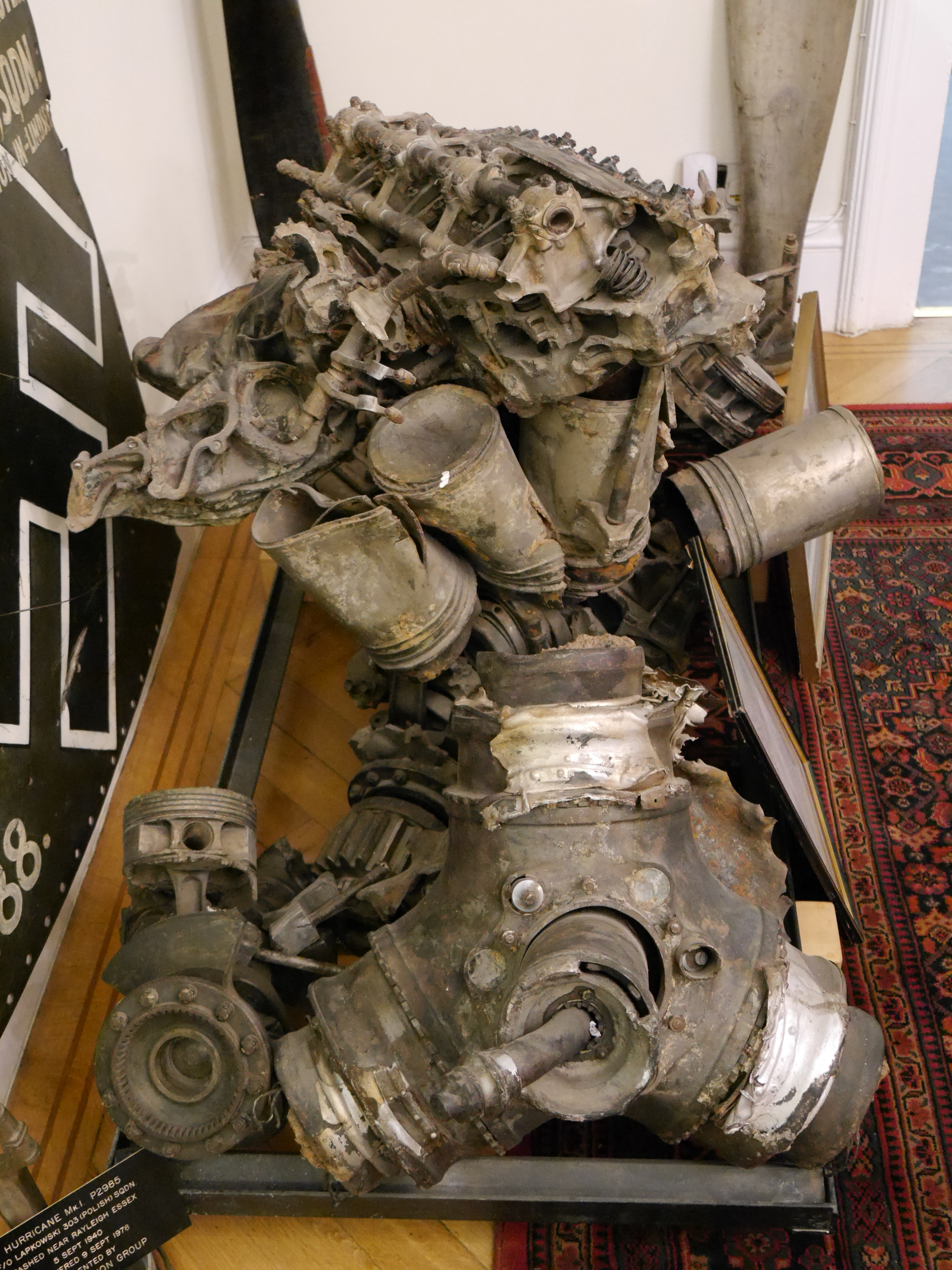
Pozostałości silnika samolotu Łapkowskiego w Instytucie Polskim i Muzeum im. gen. Sikorskiego w Londynie

Absolwent VIII promocji Szkoły Podchorążych Lotnictwa w Dęblinie w 1934. 15 sierpnia 1934 został mianowany podporucznikiem pilotem i przydzielony do 1 pułku lotniczego w Warszawie. Na stopień porucznika został mianowany ze starszeństwem z 19 marca 1938 i 53. lokatą w korpusie oficerów lotnictwa, grupa liniowa.
W kampanii wrześniowej był pilotem w 112 eskadrze myśliwskiej, od 6 września (po śmierci Stefana Okrzei) został dowódcą eskadry. 6 września uczestniczył w zestrzeleniu Heinkla He 111. 9 września zestrzelił He 111.
Ewakuował się do Francji, gdzie po przeszkoleniu na Morane-Saulnier MS.406, latał w kluczu myśliwskim dowodzonym przez kpt. pil. Tadeusza Opulskiego, a następnie po klęsce Francji dotarł do Anglii.
W Anglii otrzymał numer służbowy P.1506. Od 3 sierpnia 1940 w dywizjonie 303 (lotnisko Northolt). Od 31 sierpnia 1940 brał udział w lotach bojowych podczas bitwy o Anglię. 5 września lecąc samolotem Hurricane Mk I nr P 2985 z 8 innymi pilotami z dywizjonu, walczył z grupą około 50 samolotów i strącił jednego, lecz sam został zestrzelony, ranny, uratował się skokiem na spadochronie.
5 maja 1941 został dowódcą dywizjonu 303.
18 czerwca 1941 zestrzelił Messerschmitta Bf 109. 22 czerwca 1941 zestrzelił dwa Bf 109 a 24 czerwca 1941 jednego Bf 109.
W dniu 2 lipca 1941 roku wystartował w składzie 1 Skrzydła Myśliwskiego jako osłona 12 bombowców Bristol Blenheim lecących bombardować elektrownię w Lille we Francji. Przed celem zgrupowanie zaatakowały trzy myśliwce Bf 109 – atak odparto. Po wykonaniu zadania zaatakowało około 60 myśliwców wroga, podczas indywidualnych walk, które przeniosły się nad kanał La Manche, mjr Łapkowski został zestrzelony. Woda wyrzuciła ciało na brzeg.
Pochowano go na cmentarzu komunalnym w Lombardsijde w Belgii, grób nr 224.

## Zwycięstwa powietrzne
Podczas II wojny światowej zestrzelił na pewno 6 ⅓ samolotów niemieckich i 1 uszkodził (sklasyfikowany na 27. pozycji na liście Bajana).
- 1/3 He 111 – 6 września 1939
- He 111 – 9 września 1939
- Ju 88 – 5 września 1940
- Me 109 – 18 czerwca 1941
- 2 x Me 109 – 22 czerwca 1941
- Me 109 – 24 czerwca 1941

uszkodzenia:
- Me 109 – 4 czerwca 1941

## Ordery i odznaczenia
- Krzyż Srebrny Orderu Wojennego Virtuti Militari nr 08819 – 23 grudnia 1940
- Krzyż Walecznych – czterokrotnie
- Medal Lotniczy
- Odznaka za Rany i Kontuzje